# McCulloch J-2
McCulloch J-2 — лёгкий двухместный автожир, выпускавшийся в США предприятием McCulloch Aircraft Corporation. Один из трёх автожиров, получивших в США сертификат типа. Построено 83 машины.

## Конструкция
Автожир разработан Драго Йовановичем. Первый полёт ‒ июнь 1962. В 1969 фирма McCulloch Aircraft Corporation начало серийное производство, продолжавшееся три года. За это время было выпущено 83 автожира.
В конструкцию входила ременная передача с отключаемой трансмиссией. Трансмиссия использовалась для предварительной раскрутки несущего ротора от двигателя, чтобы уменьшить разбег. В кабине было установлено два рычага трансмиссии: включение/отключение передачи на несущий винт и отдельный рычаг, уменьшавший до нуля шаг лопастей несущего ротора на время раскрутки. Ротор раскручивался от маршевого двигателя до скорости, несколько превышающей нормальные полётные обороты (500 об/мин. против 425), затем пилот освобождал рычаг. Лопасти устанавливались в рабочий полётный шаг, передача на ротор отключалась. После короткого разбега (обычно 10—50 м в зависимости от загрузки и скорости ветра) достигалась достаточная для взлёта скорость, а ротор уменьшал частоту вращения до нормальной.

## Лётно-технические характеристики

### Технические характеристики
Экипаж: 1 пилот, + 1 пассажир
Длина: 4,8 м
Диаметр несущего ротора: 7,9 м
Площадь несущего ротора: 49 м²
Полезная нагрузка: 200—222 кг
Максимальный взлётный вес: 680 кг
Силовая установка: 1 × ПД Lycoming O-360-A2D, 180 л.с.

### Лётные характеристики
Максимальная скорость: 171 км/ч
Дальность: 320 км
Практический потолок 2,440 м
Скороподъемность 3.5 м/с